# Elena Botto
Elena Botto (Genova, 13 novembre 1974) è una politica italiana.

## Biografia
Nel 1997 fonda un'agenzia web, in seguito lavora come account manager presso un'agenzia di comunicazione online. È stata anche marketing manager per società immobiliari di lusso e ottiene una licenza di broker. Avvicinatasi al Movimento 5 Stelle, ha supervisionato i profili social media per il Consiglio Regionale della Liguria e prestato servizio come assistente parlamentare nella XVII Legislatura.
Alle elezioni politiche del 4 marzo 2018 è eletta senatrice del Movimento 5 Stelle.
Il 29 luglio 2021, in dissenso dalla linea politica del partito, ha lasciato il Movimento 5 Stelle e si è iscritta al gruppo misto.
Conclude il proprio mandato parlamentare alla scadenza della legislatura nel 2022.